# Полищук, Александр Валерьевич
Полищу́к Алекса́ндр Вале́рьевич (родился 26 декабря 1978 года в Баку, Азербайджан) — азербайджанский профессиональный спортсмен-паралимпиец.

## Личная жизнь

### Семья
Отец — Полищук Валерий Михайлович,
Мать — Полищук Силимат Фатуллаевна,
Брат — Полищук Вячеслав Валерьевич.
Жена — Полищук Анастасия Владимировна,
Сын — Полищук Тимур Александрович.

### Образование
В 2019 году окончил КемГУ факультет Физической культуры и спорта. Кемеровский государственный университет (КемГУ).

## Достижения
6-кратный чемпион Европы и 2-кратный чемпион Мира, член сборной команды Азербайджана по паратхэквондо, главный тренер Тагиев Авяз, старший тренер Сафаров Яшар.
С 2002 по 2009 год выступал за сборную по лёгкой атлетике, тренер Тахмазов Сергей.
Заслуженный мастер спорта Азербайджанской республики.
С 2006 года выступает за клуб «Нефтчи».

## Профессиональные навыки
- Знание методик проведения тренировок
- Знание основ медицины и физиологии
- Опыт участия в соревнованиях, наличие достижений